# Cirkelkaffe

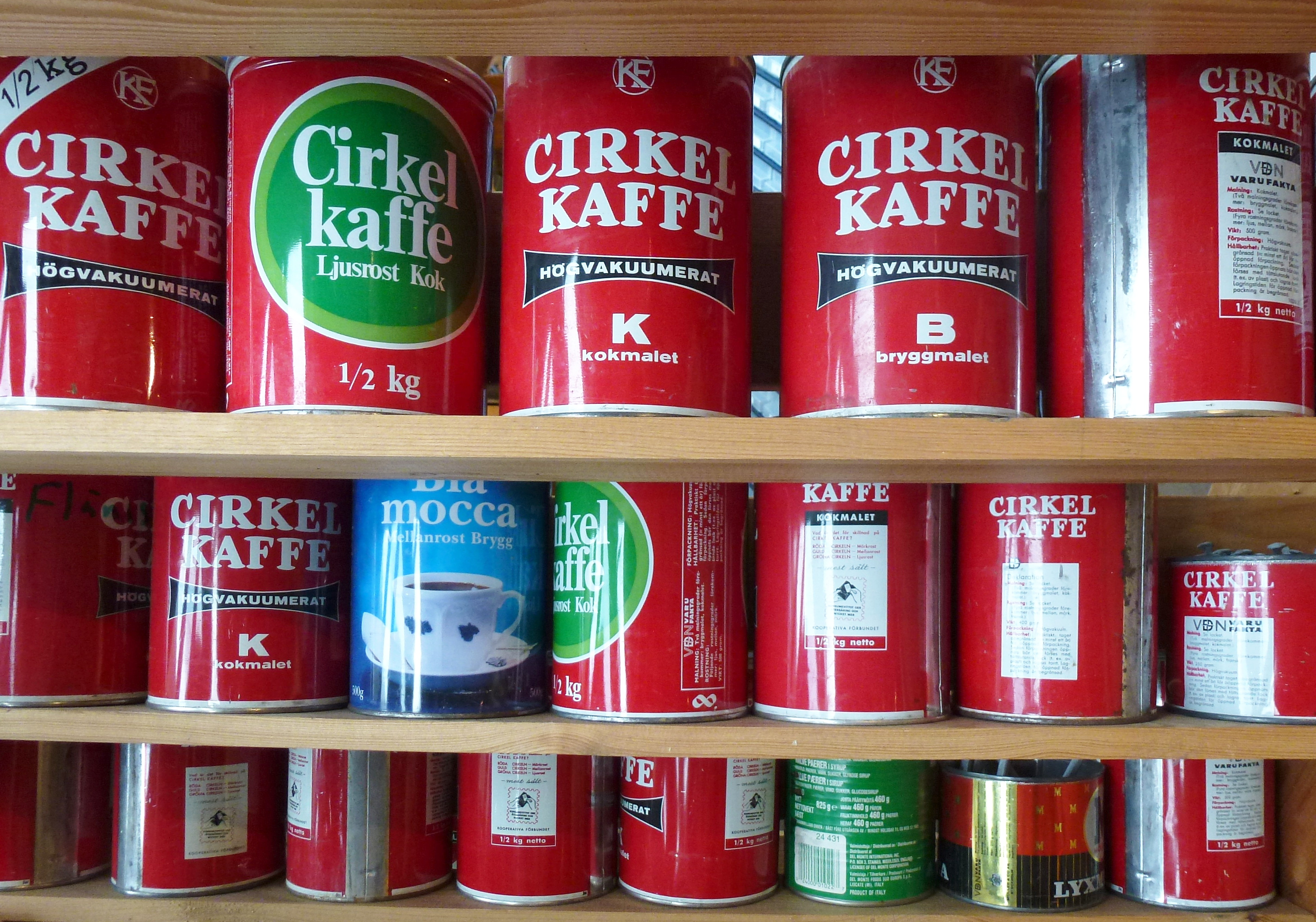
Burkar med Cirkelkaffe.

Cirkelkaffe var ett kaffemärke som introducerades 1932 av Kooperativa Förbundet (KF). Produkten utvecklade sig till ett av Sveriges mest köpta kaffemärken. År 1994 överläts varumärket till Kraft Foods (med sitt eget märke Gevalia), som efter några år lade ned tillverkningen.

## Historia

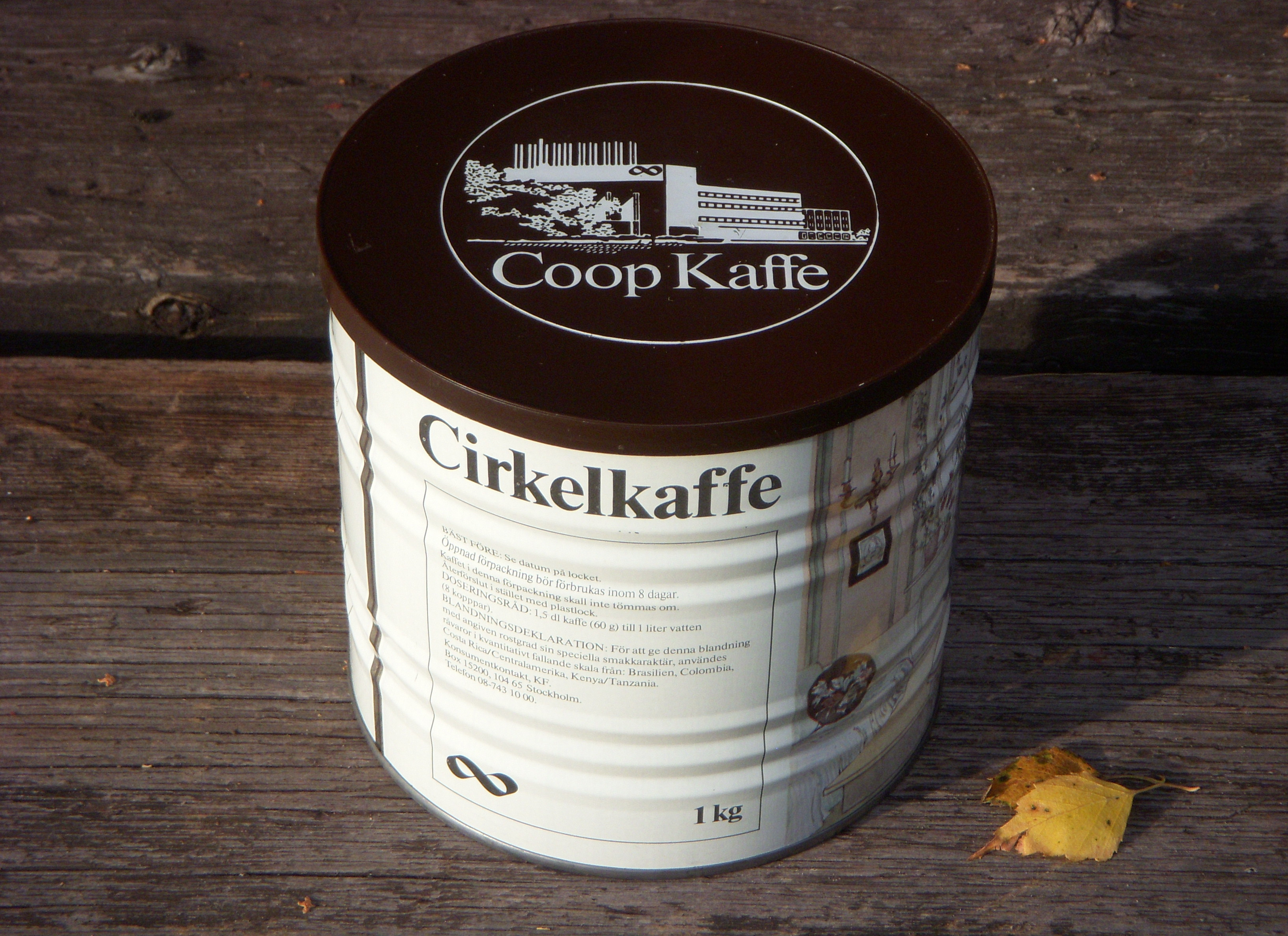
1 kg burk med rosteriet på locket.

År 1931 bildades "Kooperativa kafferosterierna" av KF och Konsum Stockholm. I ett led att kunna erbjuda sina kunder egna produkter och varumärken lanserade KF 1932 kaffemärket "Cirkelkaffe" eller "Cirkelns kaffe" som märket hette i början. För Cirkelkaffe fanns tidigt omfattande reklam. På en grammofonskiva från 1946 som var tänkt att visas tillsammans med en diabildserie prisade speakern produkten och informerade bland annat om att man sålde mer än 24 miljoner paket om året och att kafferosterier fanns i Stockholm,  Göteborg, Sundsvall och Malmö.
KF-ägda Annonsbyrån Svea stod för en lång rad uppmärksammade reklamaffischer och man anlitade kända konstnärer som Gunnar Orrby,  dansken Aage Sikker Hansen och inte minst Harry Bernmark, som 1938 skapade den färgade plantagearbetaren i profil med halmhatt på huvudet och en stor grön ring ("cirkeln") i örat.
I samband Olympiska sommarspelen i Mexico City och vinterspelen i Grenoble 1968 fick Cirkelkaffe kalla sig "Olympiakaffe". KF erhöll tillstånd av Sveriges Olympiska Kommitté att använda denna beteckningen på halvkilosburkar av Röda-Cirkeln och Guld-Cirkeln. För varje såld burk skulle Olympiska kommittén erhålla 5 öre från KF. 5-öringen lades inte på konsumentpriset.
År 1969 fanns Cirkelkaffe i tre rostningar och tre smaker och cirkeln i tre färger: Grönt: ljusrost, kok. Guld: mellanrost, brygg och kok. Brunt: mörkrost, brygg.

## Historiska bilder

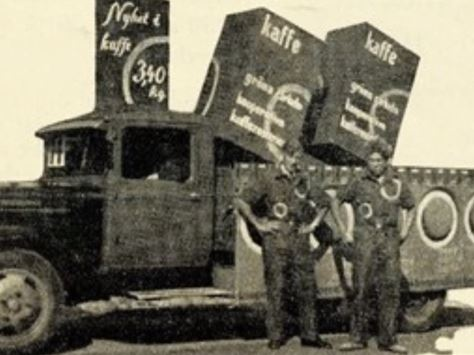
Cirkelkaffe-lastbilen, 1934.
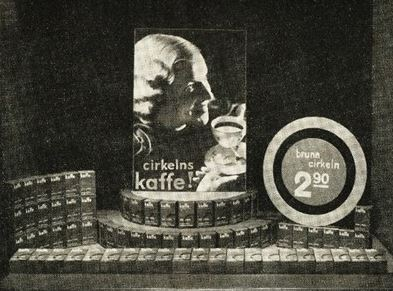
Reklam för "Cirkelns kaffe", 1934.
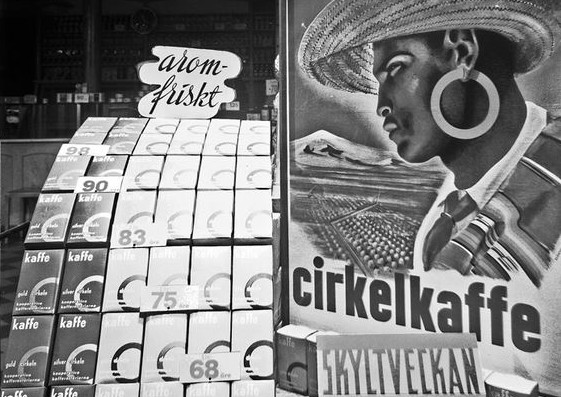
Ett skyltfönster med Bernmarks affisch, 1938.
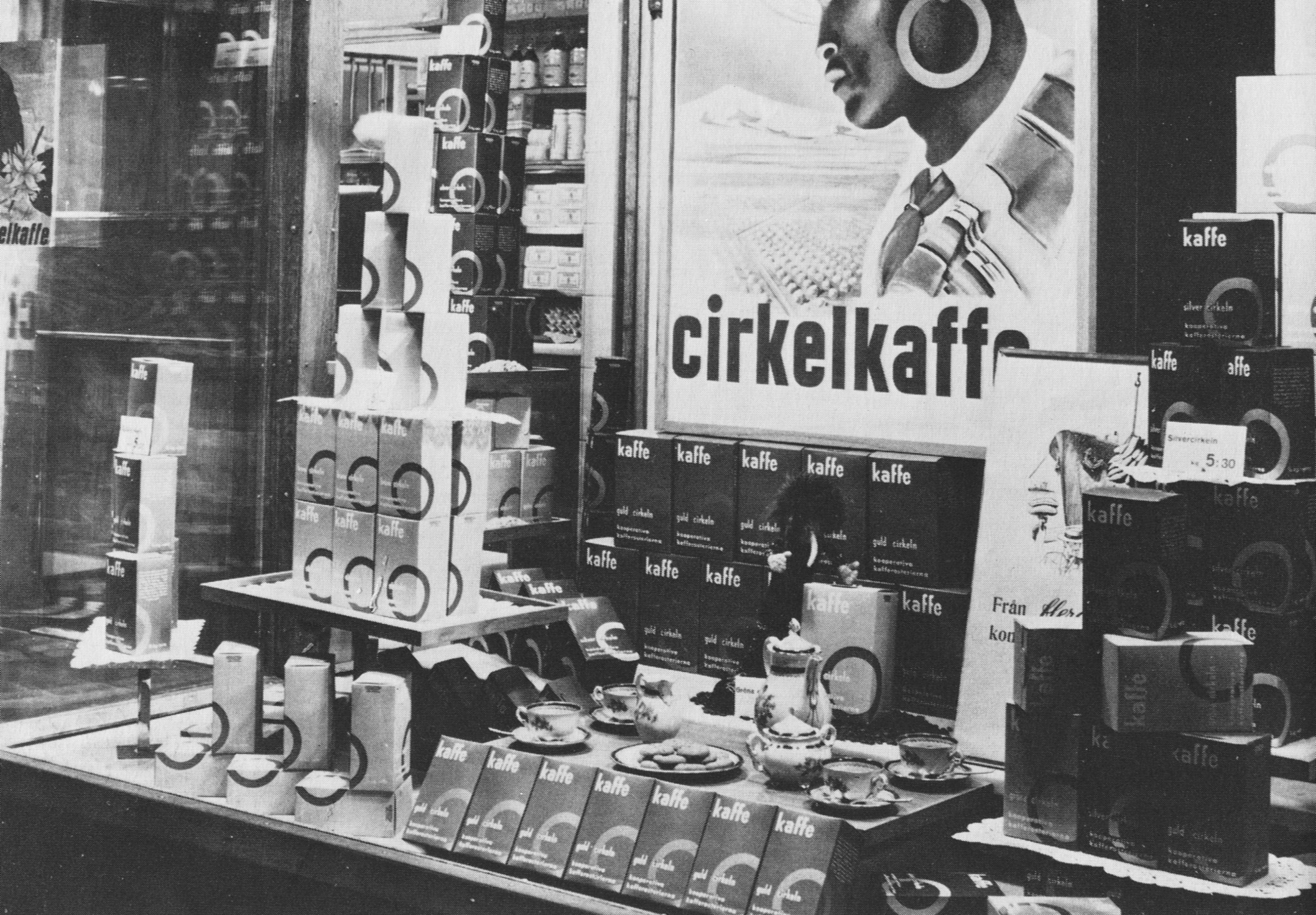
Ett skyltfönster i Mälarhöjden, sent 1940-tal.
Cirkelkaffes rosteri i Göteborg, 1947.

## Uppgång och slutet

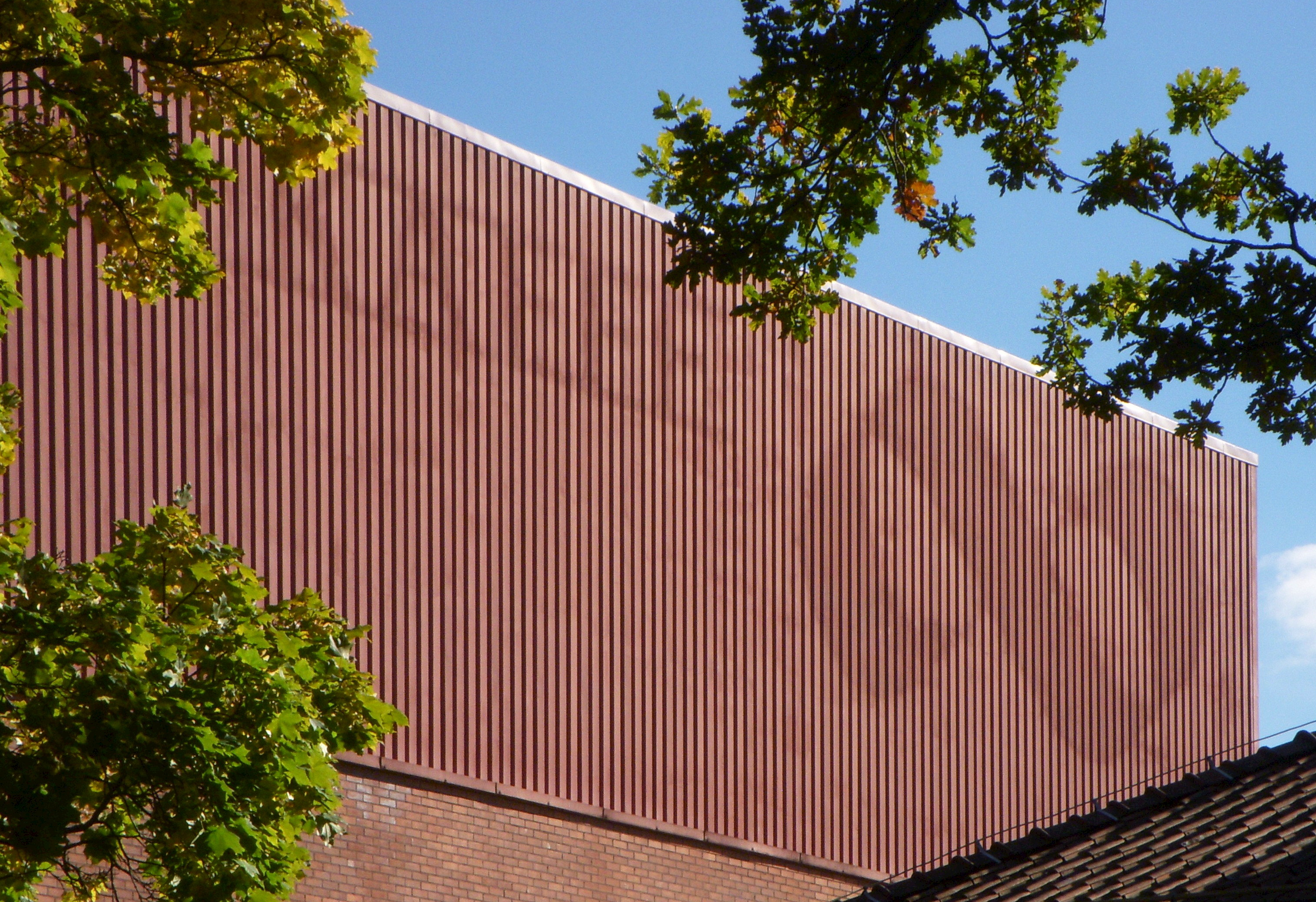
Kafferosteriet, Gäddviken, än syns KF:s logo och texten "Cirkelkaffe", oktober 2013.

År 1970 koncentrerades Cirkelkaffets produktion till nya lokaler i Gäddviken i Nacka kommun. Då uppfördes  den stora byggnaden i tegel och med sin plåtfront i rödorange mot Gäddviken. Fortfarande under 1980-talet stod de KF-egna varumärkena för mellan 50 och 60 procent av försäljningen och Cirkelkaffe var företagets mest sålda kaffe.
I mitten av 1990-talet genomförde KF en rad strukturförändringar och minskade antal egna varumärken. Kafferosteriet vid Gäddviken lades ned 1994 samtidigt som KF överlät varumärket till Kraft Foods. Sedan övertog Dramaten och Kungliga Operan byggnaden där de idag har ateljéer, repetitionsrum och rekvisitalager. Än idag syns KF:s logotyp och texten "Cirkelkaffe" som en svag skugga på plåtfasaden.